# Gare de Saint-Amand-les-Eaux
Pour les articles homonymes, voir Gare de Saint-Amand.
La gare de Saint-Amand-les-Eaux est une gare ferroviaire française des lignes de Fives à Hirson, de Saint-Amand-les-Eaux à Blanc-Misseron , de Saint-Amand-les-Eaux à Maulde et de Denain à Saint-Amand-les-Eaux. Elle est située sur le territoire de la commune de Saint-Amand-les-Eaux dans le département du Nord, en région Hauts-de-France.
C'est une gare de la Société nationale des chemins de fer français (SNCF) desservie par des trains TER Hauts-de-France.

## Situation ferroviaire
Établie à 18 mètres d'altitude, la gare de Saint-Amand-les-Eaux est située au point kilométrique (PK) 34,808 de la ligne de Fives à Hirson, entre les gares ouvertes de Rosult et de Valenciennes. C'est une gare de bifurcation, origine de la ligne de Saint-Amand-les-Eaux à Maulde - Mortagne (fermée) et de la ligne de Saint-Amand-les-Eaux à Blanc-Misseron (fermée et démontée), et aboutissement de la ligne de Denain à Saint-Amand-les-Eaux (fermée et démontée).
Le dernier aiguillage a été démonté le 19 août 2015 à l'occasion de la rénovation de la ligne (Saint-Amand-les-Eaux perd sa qualification de gare).

## Histoire
Le premier projet de tracé présenté par la Compagnie du chemin de fer de Lille à Valenciennes, approuvé le 5 juin 1867, ne précise pas la position de la station de Saint-Amand car la commune a proposé une subvention de 60 000 francs pour qu'elle soit située au plus près de la ville. 
La gare est ouverte le 27 juin 1870. Elle était dotée d'un dépôt avec remise et triangle de manœuvre.

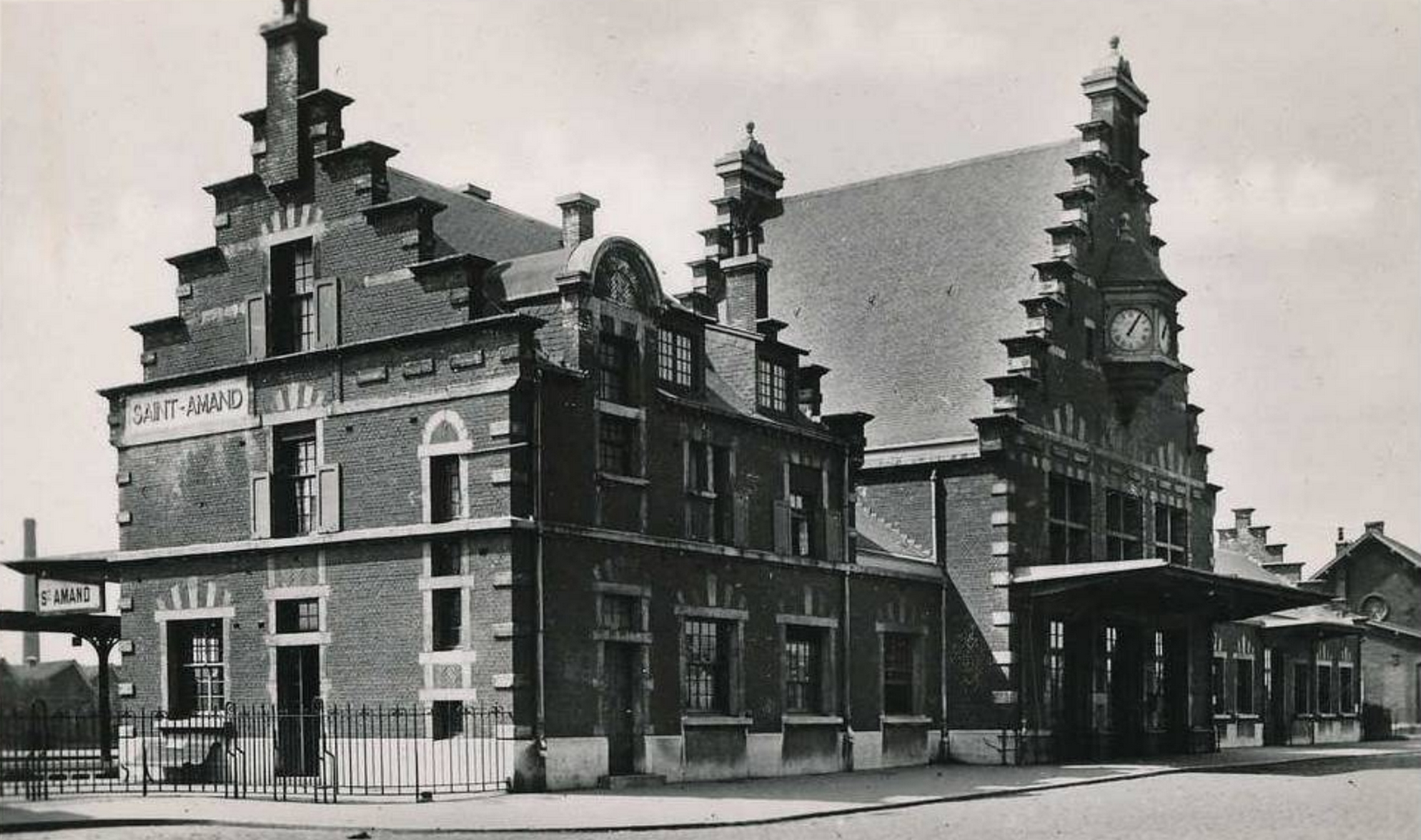
La gare en 1920.

Détruite en 1918 lors de l'avancée alliée, elle sera reconstruite en style néo-flamand en 1927, au titre des dommages de guerre, par les architectes Urbain Cassan et Gustave Umbdenstock.

## Service des voyageurs

### Accueil
Gare SNCF, elle dispose d'un bâtiment voyageurs, avec guichet, ouvert du lundi au samedi et fermé les dimanches et jours fériés. Elle est équipée d'automates pour l'achat de titres de transport.
Un souterrain permet le passage d'un quai à l'autre.

### Desserte

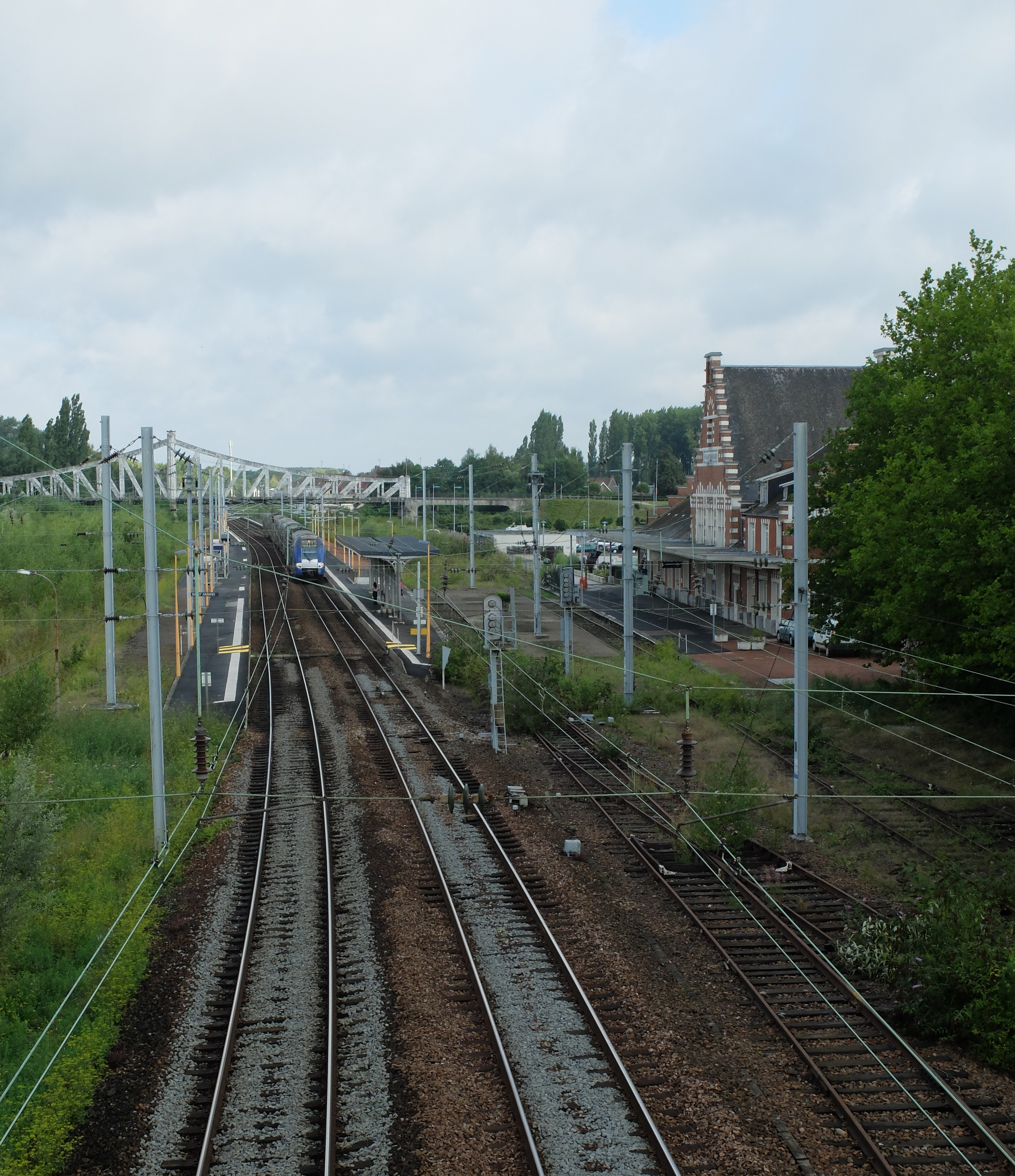
Arrivée d'un TER en gare.

Saint-Amand-les-Eaux est desservie par des trains TER Hauts-de-France qui effectuent des missions de type semi directes K60 ou K61, entre Lille-Flandres et Maubeuge ou Jeumont d'une part, ou bien entre Lille et Hirson ou Charleville-Mézières d'autre part. 
Des trains omnibus C60 reliant Lille à Valenciennes desservent également la gare. 

### Intermodalité
Un parc à vélos et un parking sont aménagés.
La gare est desservie par les lignes de bus Amanditour, G, 107, 108, 121, 133, 134 du réseau Transvilles. Les lignes 872 et 874 du réseau départemental Arc-en-Ciel desservent aussi la gare.

## Patrimoine ferroviaire
Le premier bâtiment voyageurs, détruit pendant la Première Guerre mondiale, était un bâtiment, relativement petit, identique au premier bâtiment de la gare de Templeuve avec un corps de logis coiffé d'une toiture à deux pans à arête transversale. Plusieurs bâtiments de ce type furent construits sur la ligne ; tous furent détruits lors de la Première Guerre ou démolis dans la seconde moitié du XXe siècle.
En 1927, les architectes Urbain Cassan et Gustave Umbdenstock réalisent le bâtiment actuel, de style néo-renaissance flamande avec un très grand pignon à gradins.
Ce bâtiment des voyageurs est orné de fresques peintes représentant la vie quotidienne de la cité thermale aux XIXe siècle et XXe siècle siècles.

## Train touristique
Le Chemin de fer à vapeur de la Scarpe (CFVS), créé par l'association AAMCS, est un train à vapeur en voie de 60 cm qui circule sur la berge de la Scarpe sur un parcours de 2,5 km environ et une durée de 45 min. La gare de départ est à environ 800 mètres de la gare SNCF, chemin des Hamaïdes.